# Order Milana Rastislava Štefánika
Order Wojskowy Milana Rastislava Štefánika (cz. Vojenský řád Milana Rastislava Štefánika) – trzecie w kolejności (po Orderze Lwa Białego i Orderze Tomáša Garrigue Masaryka) odznaczenie państwowe CSRF, ustanowione w 1990 r.
Order Milana Rastislava Štefánika dzielił się na pięć klas i nadawany był za wybitne zasługi dla rozwoju obronności i bezpieczeństwa CSRF.
Nosił imię Milana Rastislava Štefánika – jednego z założycieli niepodległej Czechosłowacji.
Na podstawie artykułu 1. statutów, każdy Prezydent CSRF zostawał, na czas pełnienia tego urzędu, kawalerem Orderu I Klasy. Mógł go zachować po zakończeniu swojej kadencji, jedynie za zgodą obu izb Parlamentu CSRF.
Po rozpadzie Czechosłowacji 1 stycznia 1993, order nie wszedł do systemu odznaczeń ani Republiki Czeskiej, ani Republiki Słowackiej.